# Familie.de
familie.de ist ein deutsches Online-Portal der Ströer Media Brands GmbH. 1996 als Online-Ableger der Zeitschrift Familie&Co gegründet, zählt es zu den etablierten Eltern- und Familienportalen in Deutschland.

## Geschichte
Online gegangen ist familie.de im Jahr 1996 als Internetauftritt der Zeitschrift Familie&Co, seinerzeit aus dem family Media Verlag, einem Joint Venture der Axel Springer AG, Berlin, und der OZ-Verlags GmbH, Rheinfelden (Baden). Seit 2018 ist familie.de Teil der Ströer Media Brands GmbH und hat ihren Sitz in der Torstraße in Berlin-Mitte. Chefredakteurin ist seit Juni 2019 Michaela Moses. Familie.de gehört mit monatlich 7 Millionen Besuchen zu den größten deutschen Eltern- und Familien-Portalen.

## Angebot
Die 17-köpfige Redaktion veröffentlicht täglich redaktionelle Ratgeber- und Unterhaltungs-Artikel, Interviews und Videos für Eltern und Familien. Die Inhalte der Plattform werden z. B. auch in Beratungsmaterialien von Kinderschutznetzwerken, Podcast-Formaten zu Familienthemen und Krankenkassen genutzt. Neben der Website ist familie.de in den Sozialen Medien bei Pinterest, YouTube, Instagram und TikTok präsent. Die Redaktion produziert zudem Inhalte für die Public-Video-Screens des Mutterkonzerns Ströer, die zum Beispiel in Bahnhöfen und Einkaufs-Malls zu sehen sind.